# Thousand-yard stare

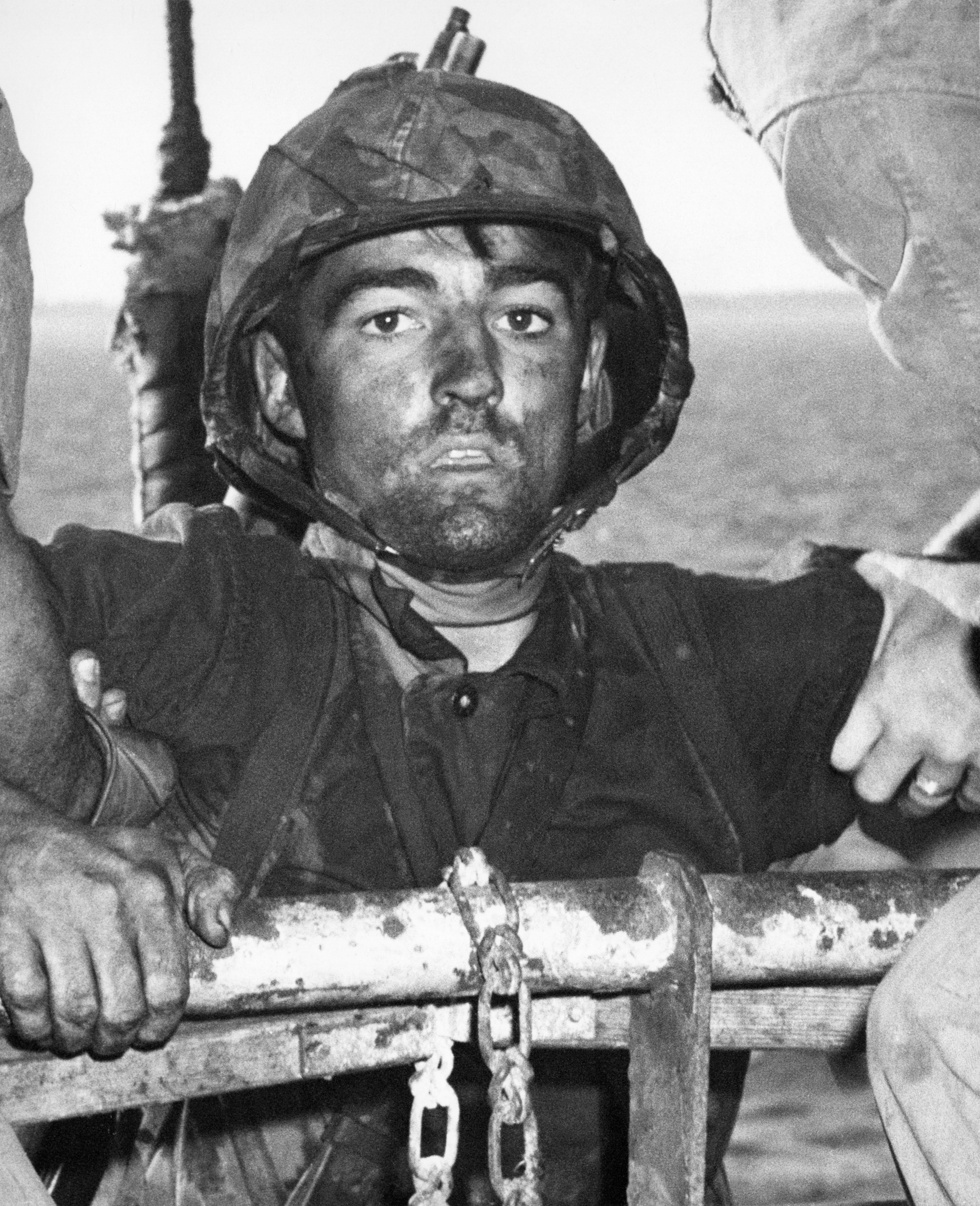
Um exausto fuzileiro naval dos EUA exibe o olhar de mil jardas após dois dias de combates constantes na Batalha de Eniwetok, em fevereiro de 1944

Thousand-yard stare ou two-thousand-yard stare (em português: "olhar de mil jardas", "olhar de duas mil jardas" ou "olhar de mil metros") é uma frase frequentemente usada para descrever o olhar vazio e desfocado de combatentes que se tornaram emocionalmente desligados dos horrores ao seu redor. Também é por vezes utilizado de forma mais geral para descrever o aspecto de dissociação entre vítimas de outros tipos de trauma.

## Origem

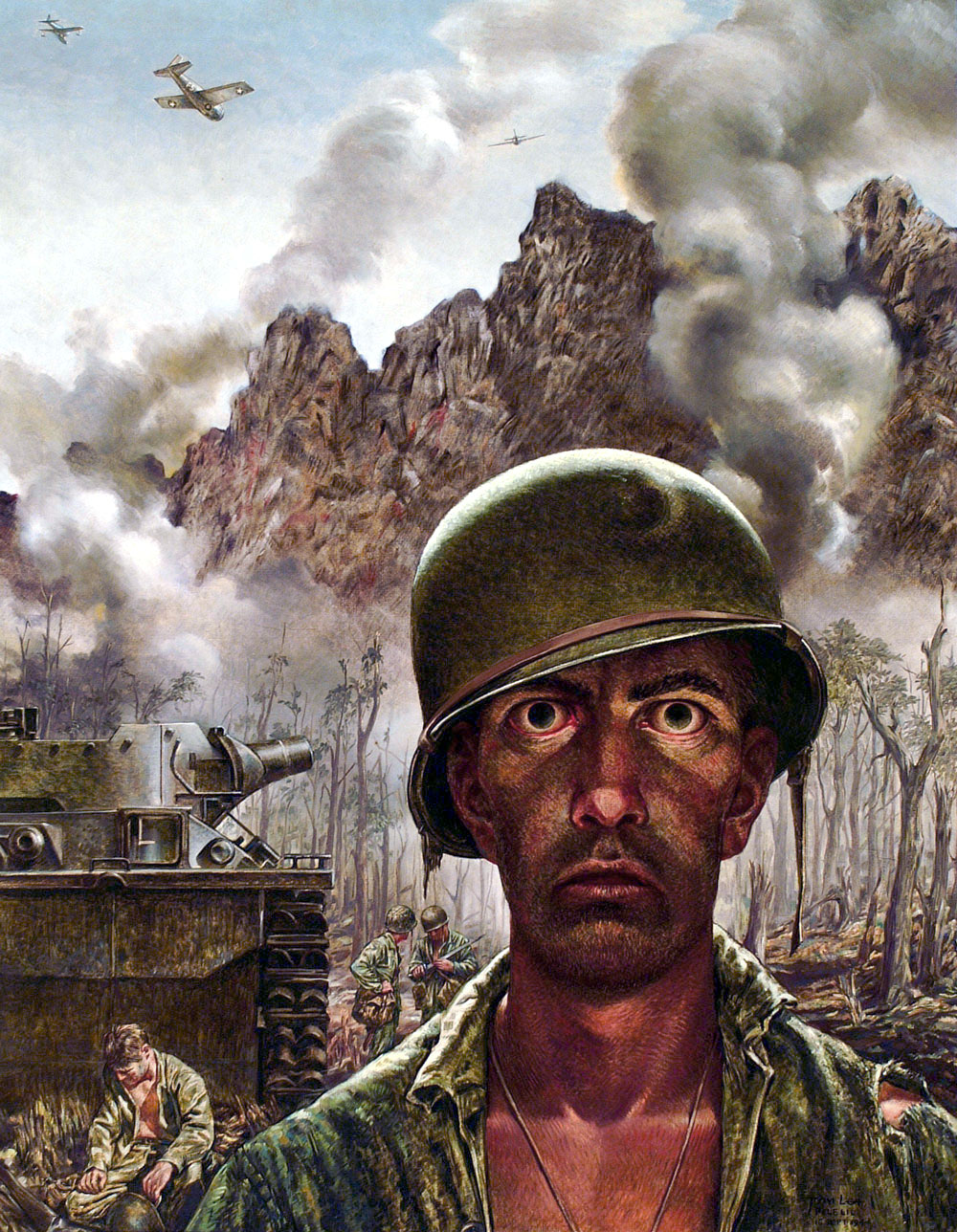
The Two-Thousand Yard Stare do artista de guerra Thomas Lea

A frase foi popularizada depois que a revista Life publicou a pintura Marines Call It That 2.000 Yard Stare, do artista e correspondente da Segunda Guerra Mundial Thomas Lea, embora a pintura não tenha sido mencionada com esse título no artigo de 1945 da revista. A pintura, um retrato de 1944 de um fuzileiro naval sem nome na Batalha de Peleliu, está agora mantida no United States Army Center of Military History no Forte Lesley J. McNair, em Washington, D.C. Sobre o fuzileiro da vida real que era seu tema, Lea disse:
Ele deixou os Estados Unidos há 31 meses. Foi ferido na sua primeira campanha. Tinha tido doenças tropicais. Ele dorme metade da noite e "arranca os japs dos buracos" durante todo o dia. Dois terços da sua companhia foram mortos ou feridos. Ele voltará ao ataque esta manhã. Quanto pode suportar um ser humano?
Ao relatar sua chegada ao Vietnã em 1965, o então cabo Joe Houle (diretor do Museu do Corpo de Fuzileiros Navais das Carolinas em 2002) disse que não viu nenhuma emoção nos olhos de seu novo esquadrão: "O olhar nos seus olhos era como se a vida lhes tivesse sido sugada", aprendendo mais tarde que o termo para o seu estado era "o olhar de mil jardas" (thousand-yard stare). "Depois de ter perdido o meu primeiro amigo, senti que o melhor era me afastar [da guerra]", explicou ele.